# Хаким Карим
- Не следует путать с Карим Хакимов — советским диломатом

Хаким Карим (наст. фамилия: Каримов или Карим-заде, 1905—1942) — советский таджикский писатель, переводчик, редактор. Погиб на фронте в 1942 году.
Один из первых таджикских советских прозаиков. Участник Первого съезда советских писателей. Член Союза писателей СССР (1934)

## Биография
Родился в 1905 году в квартале Чукурак города Худжанд. Его отец был торговцем, и чтобы облегчить свою работу с российскими торговцами, отдал сына в местную русскую школу, брал сына с собой в торговые поездки в Актюбинск и другие русские города.
В 1923-24 годах учился в сельскохозяйственном техникуме в городе Коканд, затем на рабфаке Среднеазиатского государственного университета.
В 1925 году стал работать в отделе агитации и пропаганды Душанбинского горкома комсомола. В это время начал публиковаться на страницах республиканских газет и журналов.
Осенью 1927 года был призван на срочную службу в Красную Армию, в 1929 году участвовал в боях против басмачей Фузайла Махсума, что в дальнейшем отразил в своих рассказах.
В 1931-32 годах жил в Москве, работа переводчиком в Центральном издательстве народов СССР.
В 1932 году вернулся в Худжанд, работал заместителем редактора газеты «Пролетари Хуҷанд» («Пролетарий Худжанда»), редактировал газету «Хакикати Ленинобод» (Ленинабадская правда).
В 1934 году от Таджикской ССР был делегатом на Первом съезде писателей СССР, став одним из первых членов Союза писателей СССР.
В 1937 году по доносу был арестован, провёл в тюрьме год и два месяца, но был выпущен без предъявления обвинений.
В 1939 году учился в Москве на курсах переводчиков, работал над переводами произведений русских писателей на узбекский язык.
С началом Великой Отечественной войны как лейтенант запаса был призван в РККА, воевал на Северо-Западном фронте на Ленинградском направлении.
Погиб в боях под Старой Руссой в начале 1942 года.

Здравствуй, дорогой! Я жив. Умирать не собираюсь. Имею несколько благодарностей от командования. Представили к награде. Теперь совесть моя чиста. Своё я доказал, братишка.— из второго — последнего письма к другу Акаджону Ходжи

## Значение
Считается зачинателем таджикского рассказа, мастером таджикской новеллистики  — автор более чем пятидесяти рассказов, двух повестей «Муҳосира» («Окружение») и «Окружение».
На 1941 год был одним из трёх самых перспективных таджикских прозаиков — журнал «Октябрь» рассматривая положение в таджикской литературе отмечал, что если с поэзией ситуация более-менее нормальная — поэзия более традиционна на Востоке, и под предводительством Айни выросло поколение талантливых таджикских поэтов, то проза — находится в состоянии упадка, и выделял трёх перспективных молодых таджикских прозаиков — Джалала Икрами, Рахима Джалила и Хакима Карима:

По существу до сих пор выделились только три «молодых» прозаика. … Наконец третье место (по порядку, не по качеству) занимает Хаким Карим. … Из трех названных нами только Хаким Карим накопил довольно широкий запас впечатлений, и то только «впечатлений». Только настойчивость работы, усердное изучение русских классиков (Горького особенно) и лучших образцов советской литературы, характеризующие «трех молодых», дает надежду на преодоление немалых препятствий, стоящих в данное время на творческом их пути.— журнал "Октябрь" в 1941 году
Много сделал как переводчик, при этом по мнению литературоведов эта работа оказала заметное влияние на творческий рост Хакима Карима — переводя произведения он прошел школу великих русских писателей А. П. Чехова и А. М. Горького — изучал их творчество в части создания деталей, образов, изучал их стилевые особенности:

Хаким Карим многое сделал в области художественного перевода, ознакомив таджикского читателя с рядом произведений русской и зарубежной классики. Он переводил Л. Н. Толстого, рассказы и повести А. М. Горького («Макар Чудра», «Челкаш», «Старуха Изергиль», «Фома Гордеев»), «Робинзон Крузо» Даниэля Дэфо, «Приключения Тома Сойера» Марка Твена. С особым увлечением работал Хаким Карим над переводами чеховских новелл, считая А. П. Чехова одним из своих учителей.
Отмечено, что написав очерки на фронте, Хаким Карим не только первым в таджикской литературе создал произведения о войне, но и заложил такой жанр как цикл очерков.

## Творчество
Печататься начал во второй половине 1920-х годов в качестве корреспондента, затем начал публиковать рассказы, как писатель стал известен с начала 1930-годов.
В 1933 году вышел первый сборник его рассказов «Садои рӯзҳо» («Голос дней»), в который вошли такие произведения, как «Бегӯш» («Безухий»), «Туҳфа» («Подарок»), «Оқшуда» («Проклятая»), «Атака» («Атака») и «Марги Коваленко» («Смерть Коваленко»).
Второй сборник вышел в 1935 году; в него вошли новые произведения: «Латиф Қутил» («Латиф Кутил»), «Ҳақиқати талх» («Горькая правда»), «Худписанд» («Самовлюбленный»), «Ҳикояи духтари љингиламўй» («Рассказ о кудрявой девочке»), «Хаппак» («Тихоня»), «Не, ту бадбахт набудӣ» («Нет, ты не был несчастным»).
В 1935 году изданы "Ҳикояи устоди «Мисриѐн» ("Рассказ учителя «Египтян») и «Ҳикояҳои майда» (Маленькие рассказы), в том же 1935 году были опубликованы некоторые отрывки повести «Муҳосира» («Окружение»). В 1936 году вышел сборник рассказов «Оқшуда» («Проклятая»). В 1940 году сборник «Рассказы» («Ҳикояҳо»).
Также известен как драматург — первая его драма «Ҷанговарон» («Воины») в 1934 году получила премию правительства Таджикистана, вторая — пьесы «Соли 1916» («1916 год»), написанная в соавторстве с Дунганом, посвящена борьбе за становление советской власти в Таджикистане.